# Dusona tricolorator
Dusona tricolorator là một loài tò vò trong họ Ichneumonidae.